# Xiahe
Xiahe (chiń. 夏河县; pinyin: Xiàhé Xiàn; tyb. བསང་ཆུ་, Wylie: bsang chu, ZWPY: Sangqu) – powiat w środkowych Chinach, w prowincji Gansu, w tybetańskiej prefekturze autonomicznej Gannan. W 2000 roku liczył 77 262 mieszkańców.